# Баронов Костянтин Федорович
Баронов Костянтин Федорович (21 жовтня (11 листопада) 1890, Смоленськ, Смоленська губернія, Російська імперія — 12 липня 1943, Тбілісі, Грузинська РСР, СРСР) — радянський військовий діяч, генерал-майор (1940).

## Біографія
Народився у Смоленську. У 1913 році вступив на службу до Російської імператорської армії. У 1916 році закінчив Віленське піхотне училище, учасник Першої світової війни, був двічі поранений, командував батальйоном, дослужився до поручика.
У 1918 році вступив до Червоної Армії. У 1919 році під час більшовицького вторгнення в Естонію командував маневреним загоном курсантів і курсантською бригадою. У 1920—1922 роках був командиром стрілецького полку, бригади курсантів і начальником піхотних курсів Південного фронту.
У 1924 році закінчив Вищі академічні курси комскладу при Військовій академії РСЧА. У 1934 році закінчив Військову академію імені Фрунзе. У 1925 році вступив до ВКП(б). У 1934—1940 роках командував 53-ю стрілецькою дивізією, із 1940 року командував 23-м стрілецьким корпусом у Закавказькому військовому окрузі.
З початком німецького вторгнення до СРСР продовжував командувати корпусом, який у липні 1941 року був перетворений у 45-ту армію і на її чолі брав участь у радянській окупації Ірану у серпні 1941 року. З жовтня 1941 року командував 47-ю армією і на її чолі брав участь у Керченсько-Феодосійській десантній операції. 7 лютого 1942 року за невдалі бойові дії знятий з посади. З березня 1942 року був заступником командувача 51-ї армії, брав участь в операції «Полювання на дрохв» і Сталінградській битві. Помер у госпіталі через ускладнення від контузії.

## Військові звання
- Комбриг (1935)
- Генерал-майор (1940)

## Нагороди
- Орден Леніна
- Орден Червоного Прапора
- Орден Суворова 2-го ступеня
- Орден Кутузова 2-го ступеня
- Орден Червоної Зірки
- Медаль «XX років РСЧА»
- Орден Святої Анни 4-го і 3-го ступенів та орден Святого Станіслава 3-го і 2-го ступенів (Російська імперія)